# Ivan Dudić
Ivan Dudić (in serbo Иван Дудић?; Zemun, 13 febbraio 1977) è un ex calciatore serbo, che giocava come difensore.

## Carriera
Debutta da professionista nel 1995 con la Stella Rossa di Belgrado, ma dopo due stagioni viene mandato in prestito allo Železnik, cui rimane per pochi mesi prima di rientrare a Belgrado, vincendo, negli anni successivi un campionato della RF di Jugoslavia e quattro Coppe di Jugoslavia.
Nell'estate del 2000 si trasferisce in Portogallo allo Sporting Lisbona con cui vince il campionato 2001-2002 e la Coppa di Portogallo 2002.
All'inizio della stagione 2002-2003 passa in prestito al Rad Belgrado, dove non scende mai in campo, prima di trasferirsi in Belgio, nel gennaio 2005, al Mons, dove gioca anche la stagione successiva, contribuendo alla promozione della squadra nella massima serie belga.
Rientrato in Serbia, gioca poche partite con il Bežanija.
Nell'estate 2007 si trasferisce in Ungheria, al Zalaegerszegi TE, ma già a gennaio 2008 passa al più titolato Újpest.
Con la Nazionale jugoslava ha partecipato agli Europei del 2000.

## Palmarès

### Club

#### Competizioni nazionali
- Campionati della RF di Jugoslavia: 1

Stella Rossa: 1999-2000
- Coppe di Jugoslavia: 4

Stella Rossa: 1996, 1997, 1999, 2000
- Campionato portoghese: 1

Sporting: 2001-2002
- Coppa di Portogallo: 1

Sporting: 2001-2002